# Фронхаузен
Фронхаузен (њем. Fronhausen) општина је у њемачкој савезној држави Хесен. Једно је од 22 општинска средишта округа Марбург-Биденкопф. Према процјени из 2010. у општини је живјело 4.035 становника. Посједује регионалну шифру (AGS) 6534009.

## Географски и демографски подаци
Фронхаузен се налази у савезној држави Хесен у округу Марбург-Биденкопф. Општина се налази на надморској висини од 168 метара. Површина општине износи 27,9 km². У самом мјесту је, према процјени из 2010. године, живјело 4.035 становника. Просјечна густина становништва износи 145 становника/km².